# Santa Rosa de Colmo
Santa Rosa de Colmo, o más bien conocido como Colmo, es una entidad rural de la Comuna y Provincia de Quillota, dentro de la Región de Valparaíso. Pertenece al Sector de Manzanar y está ubicada a 17 km de Quillota, (Ciudad más cercana) y a 5,7 km de El Manzanar, esta en la ribera del Río Aconcagua y es conectada por la Ruta F-360. Su población según el Instituto Nacional de Estadísticas es de 441 habitantes, siendo categorizada como una Aldea.

## Historia
no se sabe en que año se fúndo Santa Rosa de Colmo, pero, nació como un sistema de haciendas y parcelas cercanos a la ciudad de Concón.

### Batalla de Colmo
La Batalla de Santa Rosa de Colmo fue un suceso que ocurrío durante la Guerra Civil de 1881, donde se enfrentaron Congresistas y Balmacedistas, dando como resultado de esto ultimó la victoria de los Congresistas.

## Geografía

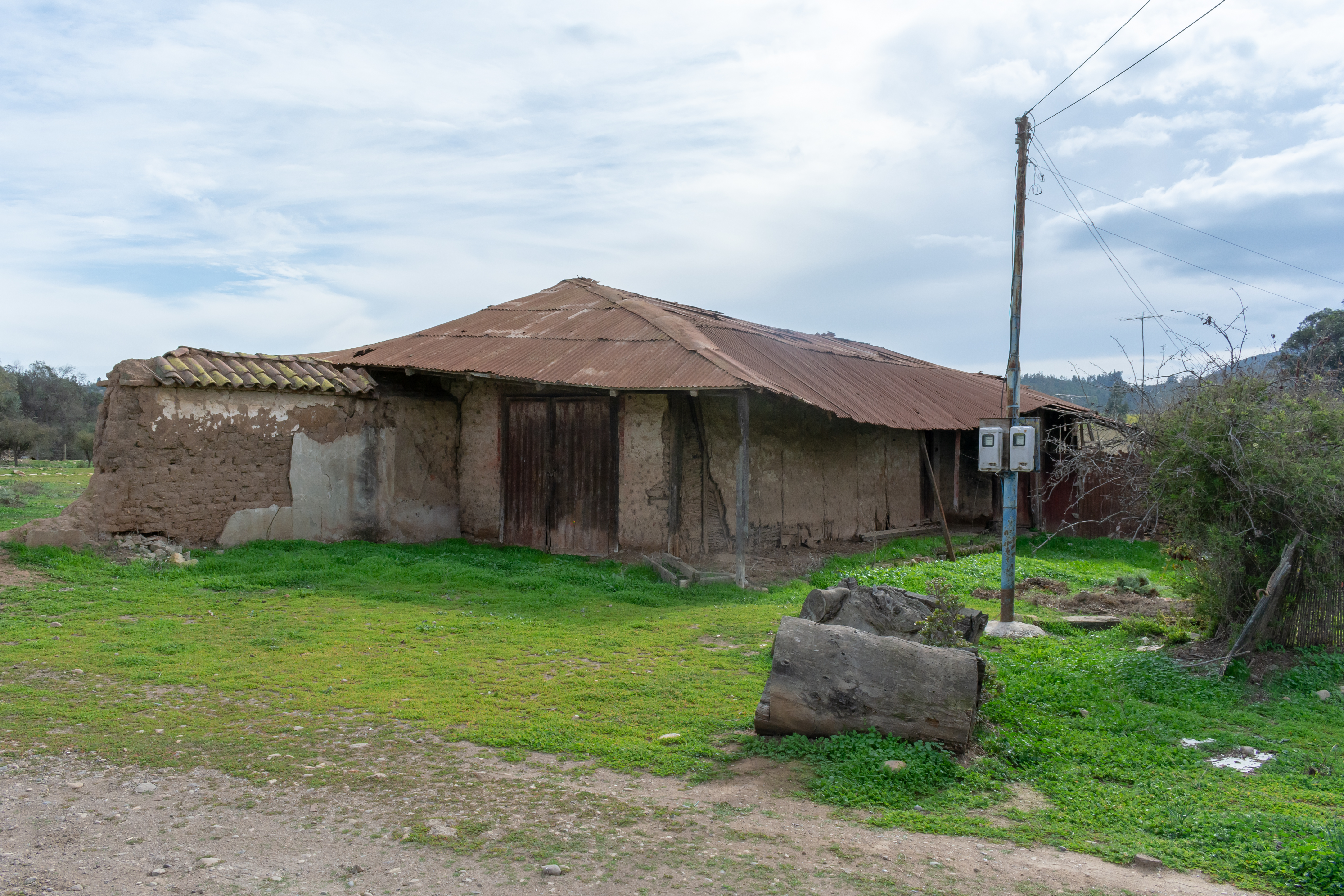
Hacienda colmo

La Geografía de Santa Rosa de Colmo está compuesta por tierra sedimentada y un clima lluvioso, formando una zona agrícola y fresca, variando la estación anual.

## Demografía
Evolución demografíca en Santa Rosa de Colmo entre 2002 y 2019, esto se ve potenciado tras el crecimiento de la comuna de quillota.
| Gráfica de evolución demográfica de Santa Rosa de Colmo entre 2002 y 2019 |
|                                                                           |
| Fuente: Instituto Nacional de Estadísticas                                |